# Europs brevis
Europs brevis es una especie de coleóptero de la familia Monotomidae.

## Distribución geográfica
Habita en la isla Reunión.